# Vídeňská dvorní kapela
Vídeňská dvorní kapela (německy Wiener Hofmusikkapelle) je hudební těleso působící ve Vídni, jako soubor chrámové hudby, který vzešel z c.k. dvorního orchestru. Za rok založení orchestru je považován rok 1498, což odkazuje k personálnímu rozšiřování a reorganizaci za panování císaře Maxmiliána I. Vídeňská dvorní kapela, která obvykle vystupuje v Hofburské kapli, je v současnosti tovřena Vídeňským chlapeckým sborem, částí Vídeňské filharmonie, částí mužského sboru Vídeňské státní opery a Choralscholy složené z bývalých zpěváků chlapeckého sboru.

## Historie

### Doba založení
Za rok založení Vídeňského dvorního hudebního orchestru je obecně považován rok 1498, ačkoli se ve skutečnosti nejednalo o založení a neexistuje žádný skutečný zakládací dokument.

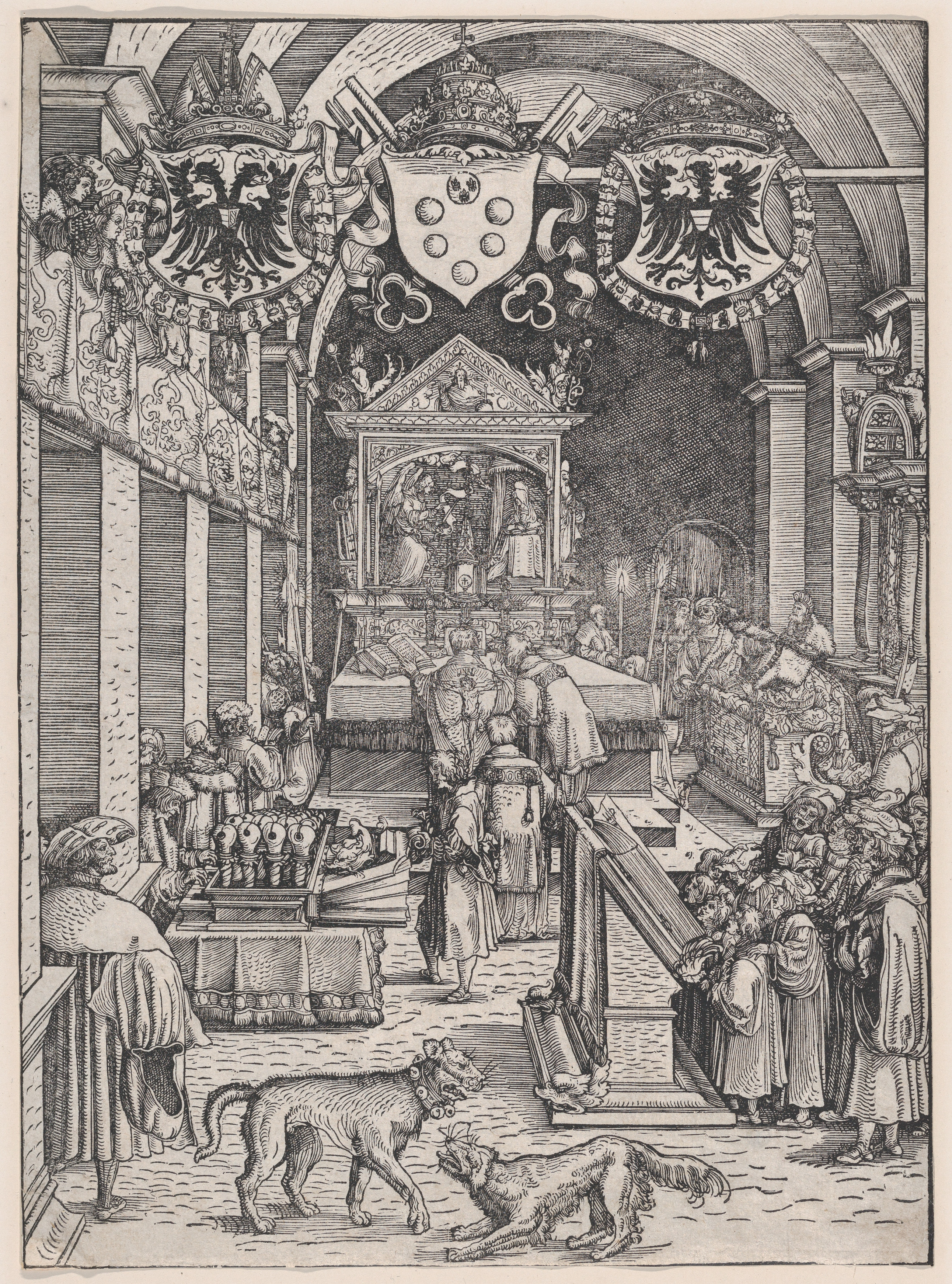
Mše s dvorním orchestrem, 1515

Informace o nejstarší historii kapel habsburských dvorů poskytují například matriky Vídeňské univerzity, které v roce 1397 zmiňují jistého Jacoba de Holandia jako „kantora“ vévody Albrechta IV. O několik desetiletí později se objevuje zápis z basilejského koncilu, ve kterém je

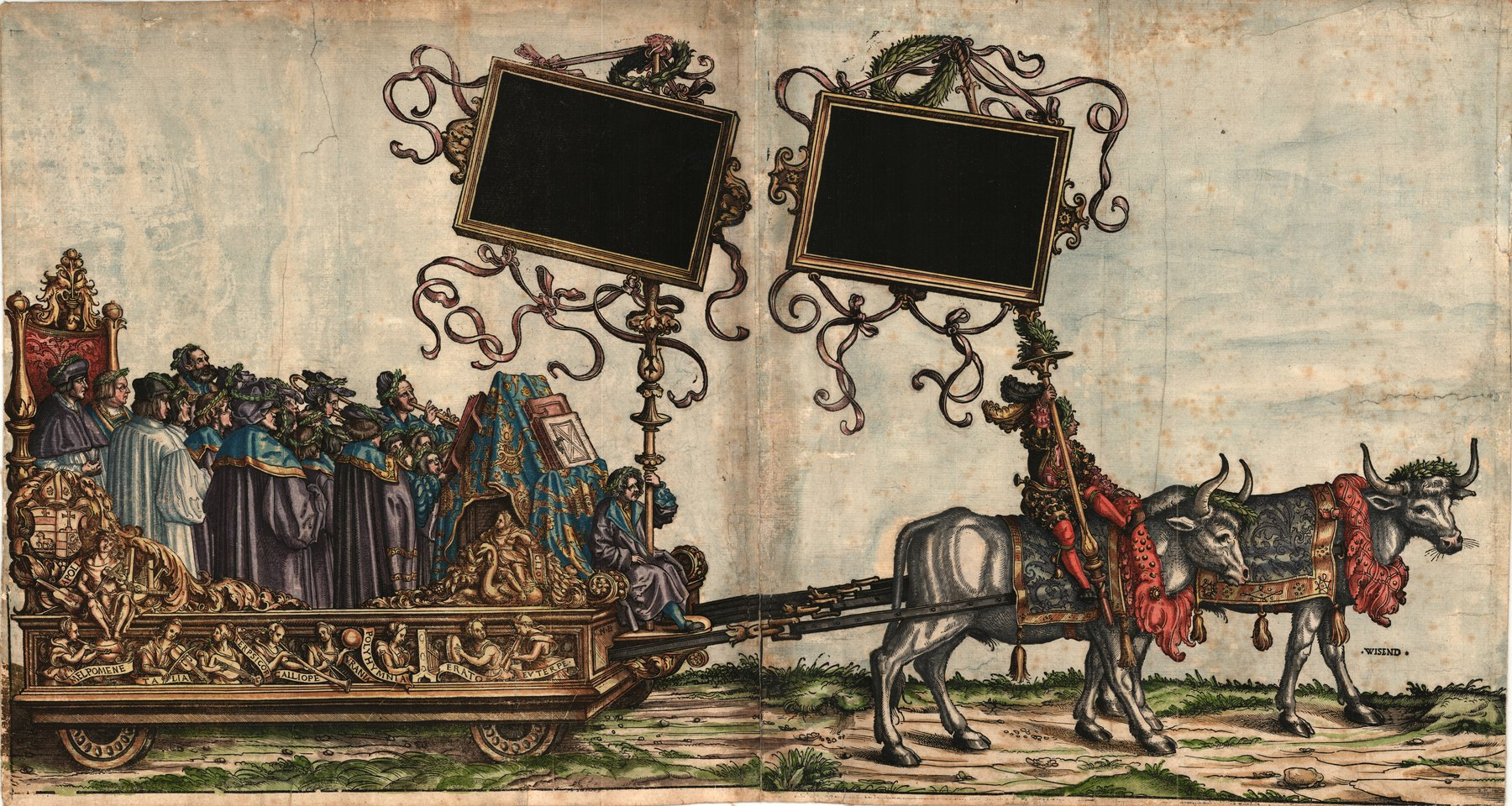
„Musica Canterey“. Triumfální průvod císaře Maxmiliána. Ruční burgkmair, 1517/1518.

několikrát zmíněn Johannes Brassart, v roce 1434 označovaný jako kaplan a o tři roky později výslovně jako Rector Capelle.

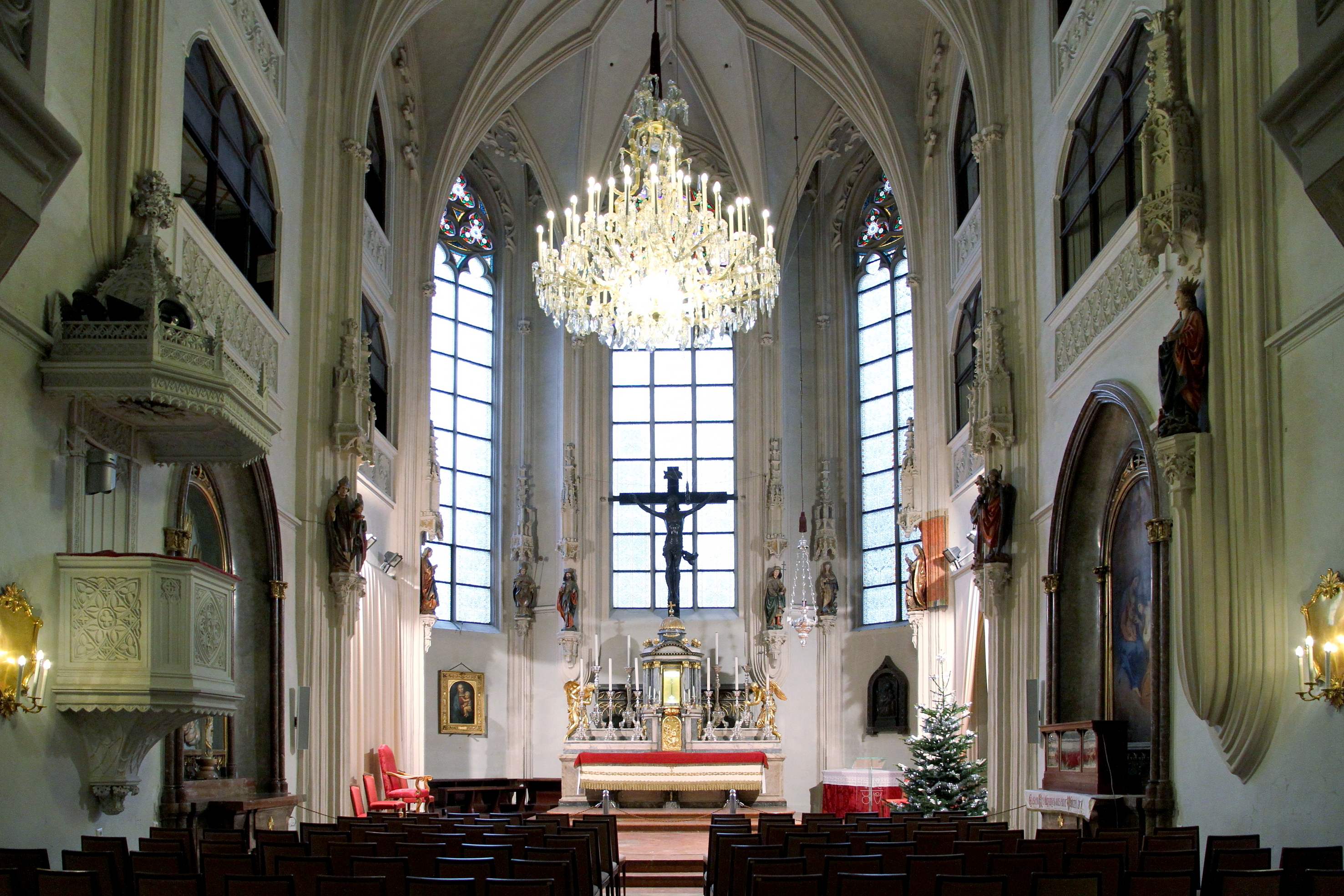
Vnitřní pohled na vídeňskou kapli Hofburg

Další vhled poskytují dvě oslavná moteta na rod Habsburků. Romanorum rex inclite – vytvořené u příležitosti smrti císaře Albrechta II. – uvádí mimo jiné jmenovitě předpokládaného autora Johannese de Sarto. Druhý O rex Fridrice je opět J. Brassarta a vzdává hold císaři Fridrichovi III.
Pravděpodobně již za vlády Fridricha III. (1415–1493) existoval německý a francouzský sbor a také skupina dechových nástrojů a tympanistů. Německý a francouzský sbor měl ve Vídni také uherský král Matyáš Korvín, který v letech 1485 až 1490 okupoval Vídeň.
Dalším podporovatelem dvorní hudby pak byl císař Maxmilián I. (1459–1519). Po svatbě s Marií Burgundskou v roce 1477 držel burgundskou dvorní kapelu, která zajišťovala hudbu také při jeho korunovaci na římsko-německého krále v Cáchách v dubnu 1486. Kapelu později přenechal svému synovi Filipovi Sličnému v Nizozemsku. V roce 1490, kdy Maxmilián převzal regentství v Tyrolsku, převzal také innsbrucký dvorní orchestr, včetně varhaníka Paula Hofhaimera a skladatele Pierra de la Rue. V této době však ještě nelze hovořit o vídeňském dvorním orchestru, neboť dvůr za Maxmiliána I. se ve Vídni primárně nezdržoval a do roku 1498 neměla kapela s Vídní žádné spojení.
7. července 1498 napsal Maxmilián I. dopis z Freiburgu im Breisgau, ve kterém zařídil, aby ve Vídni byli trvale zaměstnáni pěvecký mistr, dva basisté a šest „chlapeckých mutantů“. 20. července téhož roku se Maxmiliánův příkaz promítl do pamětních knih jeho finanční správy. V kopii se píše, že Maxmilián „zřídil ve Vídni kapelu a objednal pro ni pány Georga N. coby pěveckého mistra, Bernharta Medera a Oswalta jako druhého basisty, šest chlapeckých mutantů, jmenovitě Adama z Lutychu, Bernharta z Bergenu, Mathiase z Krembse, Symona z Pruck an der Leytha, Johannese z Gmundenu a Steffana z Ybbsu coby diskantní pěvci v Brabandu. Duchovním ředitelem kaple byl jmenován slovinský skladatel, biskup Jiří Slatkoňský (Georg Slatkonia) a mezi slavnými hudebníky za vlády Maxmiliána I. patřili Vlám Heinrich Isaac a Švýcar Ludwig Senfl.
Za Maxmiliána I. kapela často cestovala, v roce 1495 se tak objevila např. na říšském sněmu ve Wormsu, v roce 1496 v Augsburgu a v roce 1498 na říšském sněmu ve Freiburgu im Breisgau. V roce 1500 znovu v Augsburgu a Brunecku a v roce 1501 v Linci, Norimberku a Innsbrucku.
Za panování císaře Ferdinanda I. pocházela většina členů dvorní kapely z habsburského Nizozemska, dnešní Belgie, např. kapelníci Arnold von Bruck (1527–1545), Pieter Maessins (1546–1562), Jean Guyot de Châtelet (1563–1564), Philippe de Monte (1568–1603) a Lambert de Sayve (1612–1614), dále vicekapelník Stephan Mahu, dvorní varhaník Jakob Buus (kolem roku 1500–1565) a několik zpěváků.

### Období baroka
S nástupem Ferdinanda II. na trůn v roce 1619 začala módní éra italských hudebníků, kteří do Vídně uvedli barokní hudbu. Spojení mezi Vídní a italskou hudbou upevnil také Ferdinandův sňatek s italskou princeznou Eleonorou Gonzagovou, jejíž rodina štědře podporovala Claudia Monteverdiho. Dvorní dirigenti počínaje Giovannim Priulim (1619–1629) působili především v oblasti instrumentální a chrámové hudby. V roce 1637 byl dvorním varhaníkem jmenován Johann Jakob Froberger. Dvorními kapelníky byli Giovanni Valentini, Antonio Bertali, Giovanni Felice Sances, Johann Heinrich Schmelzer, Antonio Draghi, Marc'Antonio Ziani a Johann Joseph Fux, pod jehož vedením působil jako zástupce kapelníka také Antonio Caldara.
Velkého rozkvětu se dvorní kapela dočkala v době baroka, zejména za panování císařů Ferdinanda III., Leopolda I., Josefa I. a Karla VI., a to především díky jejich vlastnímu hudebnímu i skladatelskému nadšení. Dominantním hudebním žánrem 17. století byla opera (především italská), která debutovala ve Vídni v roce 1629. Období vrcholného baroka však dominovala chrámová hudba. "Zlatý věk" hudby na vídeňském dvoře skončil smrtí císaře Karla VI. v roce 1740.

### Osvícenství a vídeňský klasicismus
Za panování Marie Terezie dvorská hudba ztratila své postavení důležité součásti dvorské reprezentace. V rámci úsporných opatření pronajala kapli varhaníkovi Georgu Reutterovi mladšímu, který měl pevně stanovený rozpočet, ze kterého musel financovat dvorní hudbu. Tím klesla nejen kvalita provedení, ale snížil se také počet muzikantů (ze 130 na asi 20). Plánované úspory však přesto nebyly naplněny, protože Reutter pravidelně překračoval svůj rozpočet.
V období vídeňského klasicismu byli dvorními skladateli Christoph Willibald Gluck a Wolfgang Amadeus Mozart. Císař Josef II. omezil zejména církevní hudbu a používání nástrojů při bohoslužbách. Antonio Salieri byl posledním Italem, který působil jako dvorní dirigent (1788–1824). Jeho nástupcem byl Joseph von Eybler (1824–1834).

### Od 19. století do současnosti

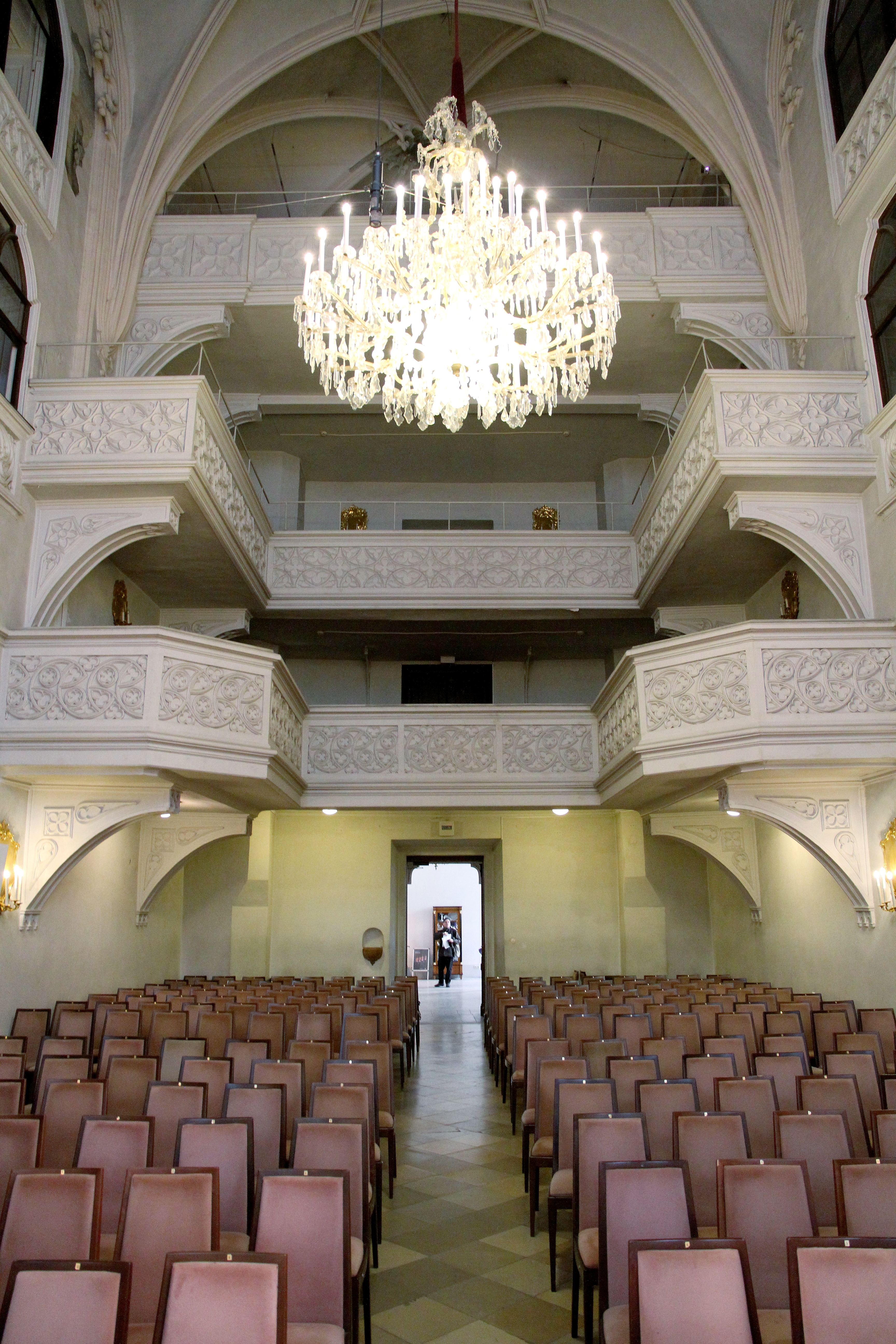
Třípatrová galerie Hofburské kaple

Funkce dvorní kapely se stále více omezovala na působení v duchovní oblasti a v 19. století se hrála již téměř výhradně církevní hudba. O místo asistenta dvorního dirigenta se neúspěšně ucházel také Franz Schubert. Mezi vynikající hudebníky konce 19. století patřili Anton Bruckner, který byl dvorním varhaníkem v letech 1878 až 1892, a Hans Richter, dvorní dirigent v letech 1893 až 1900.
Po zániku monarchie přešla dvorní kapela do gesce Rakouského ministerstva školství. Noví sboroví chlapci již nebyli přijímáni, vrchní hlasy v Hofbruské kapli převzaly dámy ze sboru Vídeňské státní opery, do roku 1922, kdy hudebníci přestali pracovat.
Dvorní hudební kapelu - Wiener Hofmusikkapelle, která existuje dodnes, vedle dirigentů a varhaníků, tvoří Vídeňský chlapecký sbor, členové mužského sboru Vídeňské státní opery a členové Vídeňské filharmonie. Kromě veřejných koncertů mají za úkol zejména doprovázet nedělní mše v Hofburské kapli, kde členové dvorního orchestru hrají každou neděli (kromě července a srpna). Ordinarium se v podstatě skládá z provedení zpracování mší autorů od renesance po současnost se zaměřením na vídeňský klasicismus a romantismus. Proprium se skládá z gregoriánského chorálu a provádí ho Choralschola Hofburské kaple, kterou zčásti tvoří bývalí členové Vídeňského chlapeckého sboru.
Uměleckým ředitelem byl v letech 1986 až 2009 Uwe Christian Harrer, v letech 2009 až 2022 Erwin Ortner, rektorem je prelát Dr. Peter Schipka. Od 1. března 2014 byl Vídeňský dvorní hudební orchestr podřízen Spolkovému kancléřství a v současnosti je podřízena spolkovému ministerstvu umění, kultury a sportu. V říjnu 2019 jmenoval ministr Alexander Schallenberg Jürgena Partaje na tři roky ředitelem Vídeňského dvorního orchestru a na podzim 2022 bylo funkční období prodlouženo na dalších 5 let.
Od roku 2023 působí ve vídeňském dvorním orchestru dirigenti Jordi Casals, Johannes Ebenbauer, Martin Schebesta a Mirjam Schmidtová, varhaníci Elke Eckerstorferová, Jeremy Joseph, Wolfgang Kogert a Robert Kovács. Choralscholu řídí Antanina Kalechytsová.